# آلتو فلیز
التو فلیز (به پرتغالی: Alto Feliz) یک شهرستان در برزیل است که در ریو گرانده جنوبی واقع شده‌است.

## خصوصیات
التو فلیز ۷۹٫۲۰۴ کیلومترمربع مساحت و ۲٬۸۶۹ نفر جمعیت دارد و ۲۸۵ متر بالاتر از سطح دریا واقع شده‌است.